# БПС-6

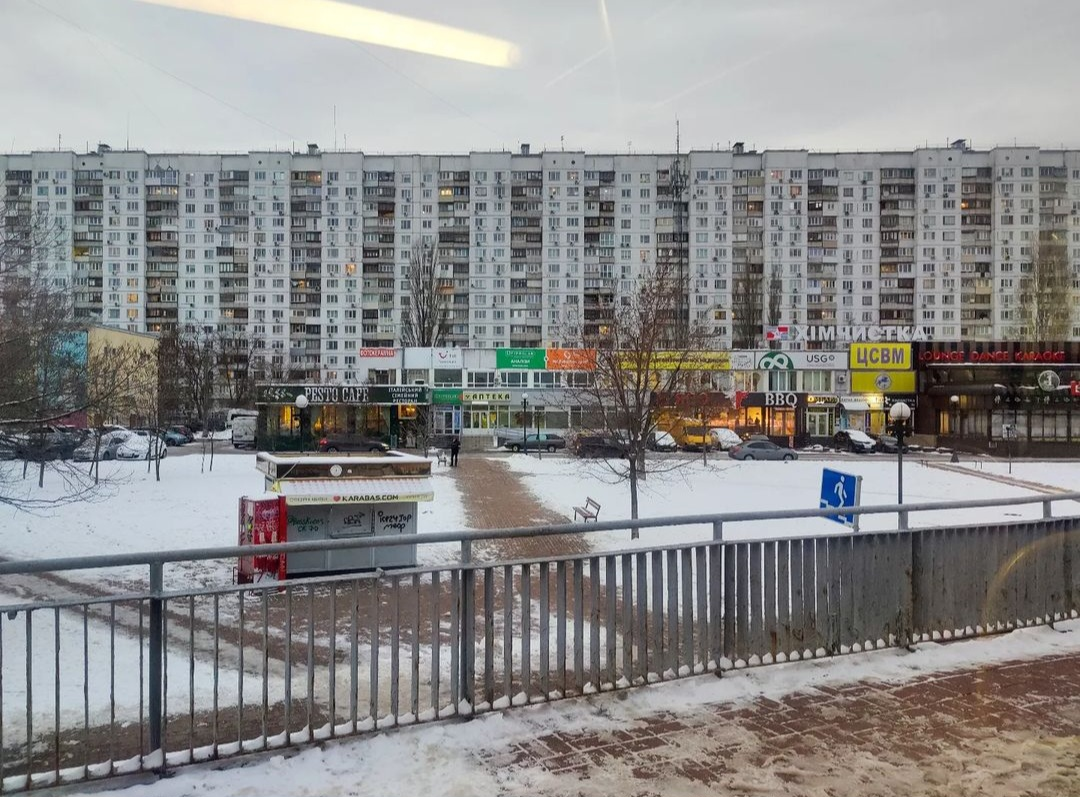
Самый длинный дом данной серии. Расположен на Киевской Оболони на проспекте Владимира Ивасюка, 27А

БПС-6 — типовая серия шестнадцатиэтажных панельных домов с техническим этажом.
Серия БПС-6 разработана в конце 1960-х годов в Киеве, за основу был взят московский проект ІІ-57/17 (четыре дома по этому проекту также были сооружены в Киеве). 

## Описание серии
На этаже восемь квартир: четыре однокомнатные, две двухкомнатные и две трехкомнатные. Квартиры оборудованы газовыми (в ранних домах) и электрическими плитами. Полы покрыты паркетной доской.
Подъезд может быть сквозной или односторонний. Дома оборудованы пассажирским и грузопассажирским лифтом, также имеется мусоропровод. Лестничные пролеты отделены от этажных и лифтовых площадок в целях создания незадымляемого эвакуационного выхода, с этой же целью часть окон на лестничной площадке заменена открытыми решётками. 
Серия БПС-6 строилась только в Киеве и Киевской области (253 дома в Киеве, один в Украинке, два в Припяти по адресам: ул. Леси Украинки, 52 и 56).
В Припяти дома этой серии неофициально назвали «Фудзияма», за внешние отличия от её шестнадцатиэтажного
собрата — II-60, который более распространен там (например, наиболее известны две припятские высотки серии ІІ-60 с гербами УССР и СССР).

## Достоинства и недостатки
Достоинством домов серии БПС-6 можно считать высокую толщину внешних стен (до 50 см), однако они недостаточно сохраняют тепло, особенно в домах ранней версии с увеличенными окнами. Также удобен выход из подъезда на обе стороны дома (однако два выхода имеется не у всех домов серии).
Основным недостатком БПС-6 является теснота квартир и малый размер раздельных санитарных узлов в квартирах, и даже если перепланировать их на совмещенный, то добиться удобной организации будет нелегко. Также свой отпечаток накладывает общее старение здания и его коммуникаций.

## Исполнение домов серии

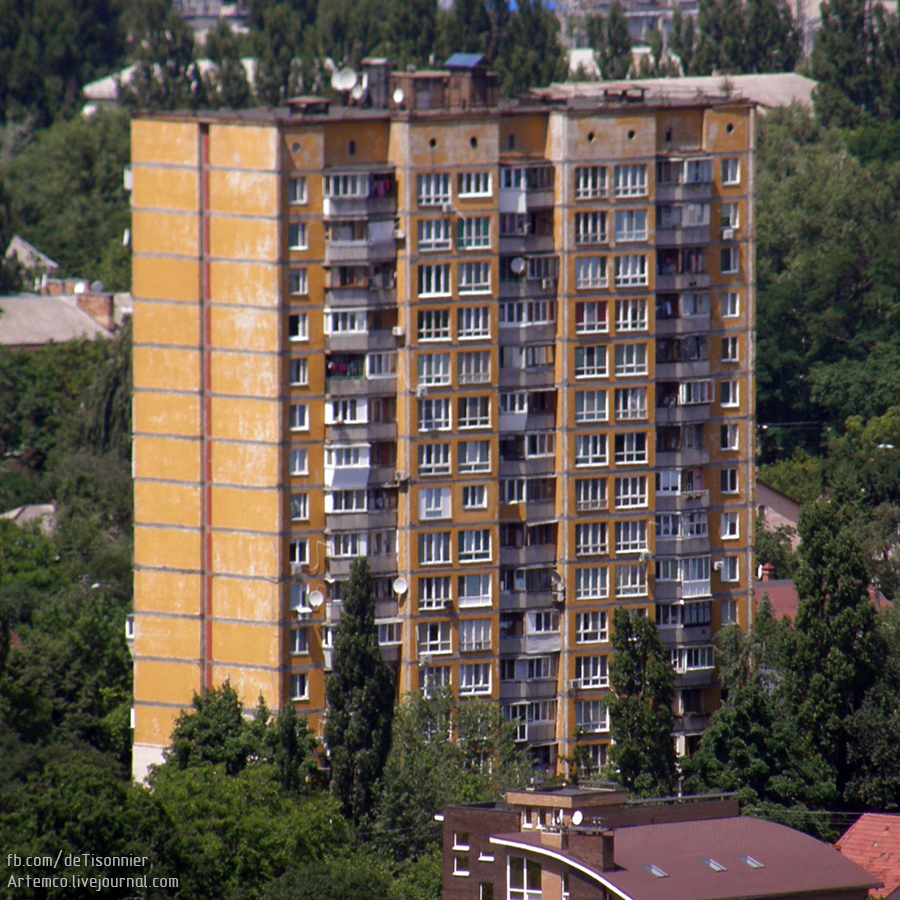
улица Ружинская, 31 (Нивки) — единственный полностью покрашенный цветной дом серии

По внешним отличиям имеется три разновидности БПС-6: в домах ранней постройки часть окон имеют большие размеры — фактически, от пола до потолка, а также имеются своеобразные «ножки» на торцах с проходами под ними (первый тип), также есть малочисленная разновидность — ещё с «ножками», но уже с обычными окнами (второй тип), третий и наиболее распространённый тип — со всеми обычными окнами и отсутствием «ножек». В домах ранней постройки не удобен вход на технический этаж, для того что бы пойти на этот этаж нужно пройти с 16 этажа на тамбур 17, далее подняться в пред лифтовую постройку, и потом по маленькой лестнице спуститься в помещение технического этажа. В более поздних постройках это было исправлено. В домах не подведомственных ЖЭКам, с удобным входом на технический этаж часть его площади хозяева дома отдавали под офисные помещения.
Кроме одноподъездного исполнения, получившего широчайшее распространение, дома серии БПС-6 могут блокироваться в несколько (до 6-ти в Киеве) подъездов. Блокировать их очень удобно, поскольку дом имеет глухие торцы. Особенностью блокировки можно считать тот факт, что дома ранней серии с «ножками» в торцах, при постройке в несколько подъездов имеют «ножки» с проходами только с торцов в крайних секциях. При большом числе подъездов приходится выполнять длинные обходы дома, что может представлять неудобство, при том, что сквозные проходы под «ножками» были изначально предусмотрены проектом.

## Технические данные серии БПС-6
- Тип дома — панельный.
- Внешнее покрытие панелей — побелка или покраска.
- Цвет внешней окраски — чаще всего белый, при ремонтах может меняться.
- Этажность — 16 жилых + 1 технический (над жилыми этажами).
- Число подъездов — 1, 2, 3, 4, 6.
- Высота жилых помещений — 250/255 см.
- Квартиры — на 1, 2, 3 комнаты.
- Годы строительства — 1971—1984 гг.
- Распространение — Киев, Киевская область (Украинка, Припять).